# Gnamien Nehemie N'Goran
Gnamien Nehemie N'Goran (* 18. April 1998) ist ein ivorischer Leichtathlet, der sich auf den Sprint spezialisiert hat.

## Sportliche Laufbahn
Erste internationale Erfahrungen sammelte Gnamien Nehemie N'Goran im Jahr 2018, als er bei den Afrikameisterschaften in Asaba mit 10,91 s und 22,12 s jeweils in der ersten Runde im 100- und 200-Meter-Lauf ausschied. Zudem gewann er mit der ivorischen 4-mal-100-Meter-Staffel in 38,92 s gemeinsam mit Ben Youssef Meïté, Hua Wilfried Koffi und Arthur Cissé die Bronzemedaille hinter den Teams aus Südafrika und Nigeria. Im Jahr darauf kam er bei den Afrikaspielen in Rabat mit 10,72 s nicht über die Vorrunde im 100-Meter-Lauf hinaus und belegte mit der Staffel in 40,51 s den achten Platz. 2023 schied er bei den Spielen der Frankophonie in Kinshasa mit 21,12 s im Halbfinale über 200 Meter aus und siegte in 39,32 s im Staffelbewerb. Im Jahr darauf schied er bei den Afrikaspielen in Accra mit 10,64 s und 21,79 s jeweils in der ersten Runde über 100 und 200 Meter aus und kam mit der Staffel im Vorlauf nicht ins Ziel. Im Juni wurde er bei den Afrikameisterschaften in Douala in der Vorrunde im 200-Meter-Lauf disqualifiziert und gewann mit der Staffel in 39,77 s gemeinsam mit Ismaël Koné, Arthur Cissé und Kouadio Éric Kouamé die Bronzemedaille hinter den Teams aus Ghana und Nigeria.

## Persönliche Bestzeiten
- 100 Meter: 10,49 s (0,0 m/s), 27. Juni 2021 in Lagos
- 200 Meter: 21,12 s (+0,8 m/s), 3. August 2023 in Kinshasa